# Pădurea împietrită

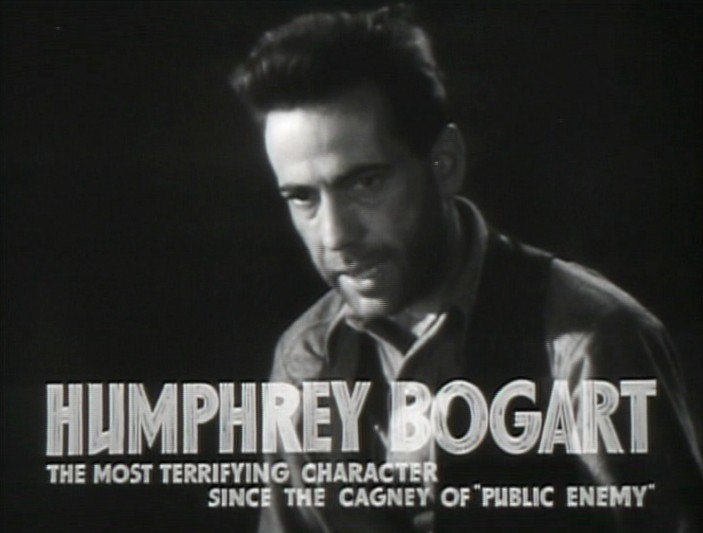
Humphrey Bogart

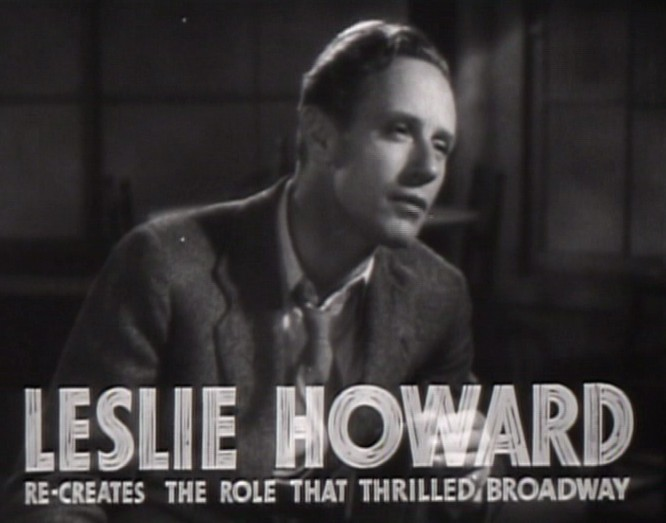
Leslie Howard

Pădurea împietrită (titlu original: The Petrified Forest) este un film american din 1936 regizat de Archie Mayo. Rolurile principale au fost interpretate de actorii Leslie Howard, Bette Davis și Humphrey Bogart. Scenariul este scris de Delmer Daves și  Charles Kenyon. O ecranizare a piesei de teatru omonime de Robert E. Sherwood, filmul este considerat un precursor al filmului noir.

## Prezentare
Gabrielle Maple (Bette Davis) trăiește și lucrează la micul restaurant al tatălui ei din deșert. Ei nu-i place acest stil de viață și vrea să meargă să locuiască împreună cu mama ei aflată în Franța. Apare Alan Squier (Leslie Howard),  un om distrus fără vreo voință de a trăi, care călătorește pentru a vedea Oceanul Pacific și poate ca să se înece în el. Între timp, Duke Mantee (Humphrey Bogart) un ucigaș notoriu și banda sa se îndreaptă spre restaurantul unde Mantee intenționează să se întâlnească cu fata lui.

## Distribuție
- Leslie Howard - Alan Squier
- Bette Davis - Gabrielle „Gabby” Maple
- Humphrey Bogart - Duke Mantee
- Genevieve Tobin - Mrs. Chisholm
- Dick Foran - Boze Hertzlinger
- Joseph Sawyer -  Jackie
- Porter Hall - Jason Maple
- Charley Grapewin - Gramp Maple
- Paul Harvey - Mr. Chisholm
- Adrian Morris - Ruby
- Slim Thompson - Slim
- Eddie Acuff - First Lineman
- Francis J. Scheid - Second Lineman
- John Alexander - Joseph, șoferul
- Nina Campana - Paula, bucătarul
- Gus Leonard -  Jim, poștașul (nem.)
- Addison Richards -  crainicul radio (voce, nem.)

## Producție
În 1934, Bogart a jucat în piesa de teatru de pe Broadway Invitation to a Murder (din engleză, Invitație la o crimă). După ce a ascultat piesa, regizorul și producătorul Arthur Hopkins l-a invitat pe Bogart să joace rolul criminalului fugitiv Duke Mantee în viitoarea piesă de teatru a lui Robert Sherwood, Pădurea împietrită. Hopkins și-a reamintit:
Când l-am văzut pe actor, am fost oarecum luat prin surprindere, deoarece nu aveam prea mult respect pentru acest gen de actori. A fost unul dintre acei tineri eterni care și-au petrecut cea mai mare parte a vieții scenice în pantaloni scurți albi, cu o rachetă de tenis. Părea atât de îndepărtat de [rolul de] ucigaș cu sânge rece, dar vocea lui, uscată și obosită, era convingătoare și era a lui Mante.
În 1935, piesa a fost jucată de 197 de ori la New York cu Leslie Howard în rolul principal. Studioul Warner Bros. a dobândit drepturile de filmare ale piesei în același an. Studioul era cunoscut pentru filmele sale realiste cu buget redus, piesa era perfectă din toate punctele de vedere, iar publicul părea fascinat de criminalii din viața reală, cum ar fi John Dillinger și Dutch Schultz.. Bette Davis și Leslie Howard au primit rolurile principale. Howard, pe baza faptului că deținea drepturile de producție, a arătat clar că vrea să-l vadă pe Humphrey Bogart în rolul lui Duke Mantee. Cu toate acestea, studioul a audiat câțiva veterani de la Hollywood pentru rol și l-a ales pe Edward G. Robinson, a cărui faimă, conform calculelor studioului, ar fi trebuit să justifice contractul său foarte scump. Bogart i-a telegrafiat lui Howard, care se afla în Scoția. Howard a răspuns: „Către Jack Warner. Insist. Bogart joacă rolul lui Mantee. Fără Bogart - nicio înțelegere. L.H.” (engleză. "Att: Jack Warner Insist Bogart Play Mantee No Bogart No Deal L.H."). Când cei de la Warner Bros. au văzut că Howard este ferm pe poziție, au cedat și l-au distribuit pe Bogart. Jack Warner a dorit ca Bogart să folosească un nume de scenă, dar Bogart a refuzat să-și construiască o reputație cu numele său de pe Broadway.

## Primire
Versiunea cinematografică a fost lansată în 1936.  Filmul a avut succes la box-office, câștigând 500.000 de dolari în închirieri și l-a făcut pe Bogart o vedetă. Nu a uitat niciodată favoarea pe care i-a făcut-o Howard și și-a numit singura fiică, Leslie Howard Bogart, după el în 1952.
Frank S. Nugent a scris pentru The New York Times că Humphrey Bogart „poate fi un gangster mai psihopat decât Dillinger însuși.”